# (4553) Doncampbell
(4553) Doncampbell ist ein Asteroid des Hauptgürtels, der am 15. September 1982 vom US-amerikanischen Astronomen Edward L. G. Bowell an der Anderson Mesa Station (IAU-Code 688) des Lowell-Observatoriums in Coconino County entdeckt wurde.
Der Asteroid wurde nach dem australischen Planetologen und Radioastronomen Donald B. Campbell benannt, der seit 1987 als Professor für Astronomie an der Cornell University lehrt, nachdem er zuvor sieben Jahre lang das Arecibo-Observatorium in Puerto Rico leitete.